# Labhrás Ó Murchú
Labhrás Ó Murchú ist ein irischer Politiker (Fianna Fáil), Generaldirektor von Comhaltas Ceoltóirí Éireann, Vorsitzender der Irish Family History Foundation, sowie Vorsitzender von Fondúireacht an Phiarsaigh.
Ó Murchú wurde erstmals 1997 für die Fianna Fáil in den Seanad Éireann gewählt. In den Jahren 2002 und 2007 erfolgte jeweils seine Wiederwahl. Im Juli 2010 trat er zusammen mit John Hanafin und Jim Walsh aus Protest gegen das Civil Partnership Bill der Regierung aus der Fianna Fáil aus. Bereits im November desselben Jahren traten die drei wieder in die Partei ein.